# Oechalia similis
Oechalia similis är en insektsart som beskrevs av Robert L. Usinger 1941. Oechalia similis ingår i släktet Oechalia och familjen bärfisar. Inga underarter finns listade i Catalogue of Life.